# 무용 표기법

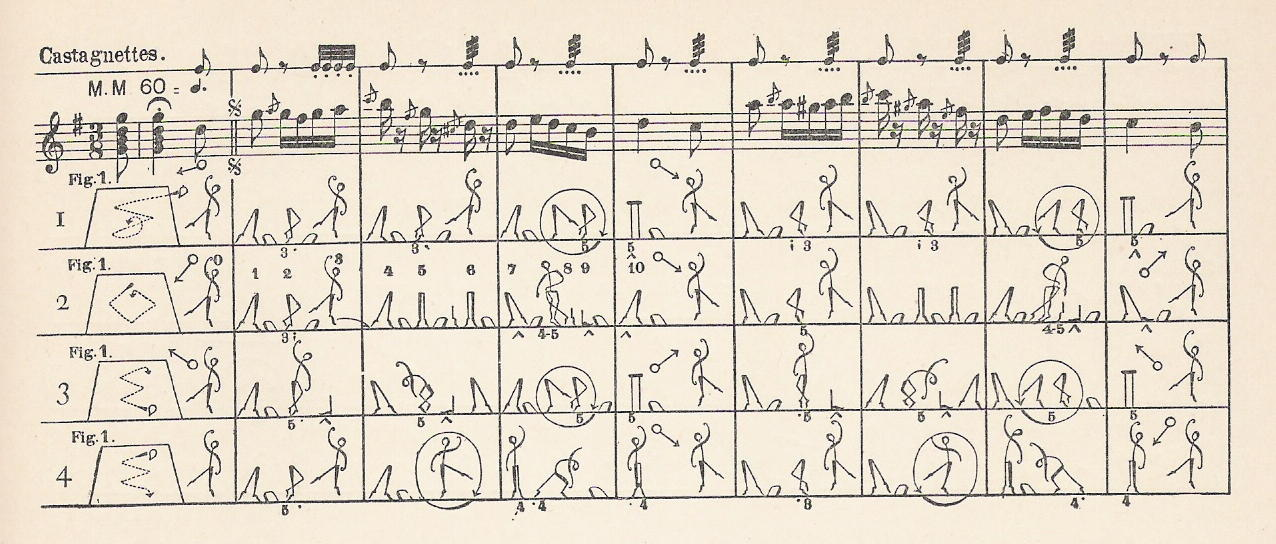

무용 표기법은 인간의 춤 동작과 형태를 상징적으로 표현한 것을 말한다. 그래픽 기호 및 그림, 경로 매핑, 수치 체계, 문자 및 단어 표기법과 같은 방법을 사용한다. 여러 춤 표기법이 발명되었으며, 그 중 다수는 특정 유형의 춤을 문서화하도록 설계되었고 다른 것들은 인간의 움직임 가능성의 더 넓은 스펙트럼을 캡처하도록 개발되었다. 댄스 스코어는 특정 댄스를 설명하는 녹음된 댄스 악보이다.